# ناحیه رورباخ
ناحیه رورباخ (به آلمانی: Rohrbach District) یک ناحیه در اتریش است که در اوبراسترایش واقع شده‌است. ناحیه رورباخ ۵۶٬۴۱۳ نفر جمعیت دارد.